# Petr Zgarba
Petr Zgarba (* 18. září 1959 Vsetín) je český agronom a politik, v letech 2002 až 2010 a pak opět 2012 až 2013 poslanec Poslanecké sněmovny, v roce 2005 ministr zemědělství ve vládě Jiřího Paroubka.

## Život
Absolvoval v letech 1975–1979 Střední zemědělskou a technickou školu v Rožnově pod Radhoštěm. V roce 1983 ukončil studium na Agronomické fakultě Vysoké školy zemědělské v Brně. V letech 1989–1990 absolvoval tamtéž postgraduální studium zaměřené na obilnářství. V letech 1984–1991 pracoval v JZD Šmolovy, pak v letech 1991–1995 coby agronom a ředitel ZOD Krásná Hora. V letech 1995–2002 byl ředitelem Okresní agrární komory Havlíčkův Brod.
V komunálních volbách roku 2002 byl zvolen do zastupitelstva obce Lípa za Českou stranu sociálně demokratickou (od roku 2023 Sociální demokracie).
Ve volbách v roce 2002 byl zvolen do poslanecké sněmovny za ČSSD (volební obvod Kraj Vysočina). Byl členem sněmovního zemědělského výboru, v letech 2002-2005 jeho místopředsedou.
V dubnu 2005 se stal místo Jaroslava Palase ministrem zemědělství ve vládě Jiřího Paroubka. Současně se stal předsedou prezidia Pozemkového fondu ČR. Byl kritizován za zneužití pravomocí a provádění výběrového řízení pro Český Telecom bez výběrového řízení. V listopadu 2005 rezignoval po skandálu s nestandardním prodejem státních pozemků. Zjistilo se totiž, že Pozemkový fond v létě roku 2005 přidělil spekulantům hodnotné pozemky v okolí Prahy za minimální ceny. Zároveň v listopadu 2005 rezignoval i na post volebního lídra sociální demokracie na Vysočině pro sněmovní volby 2006.
Poslanecký post nicméně ve volbách v roce 2006 obhájil. Působil jako člen zemědělského výboru. Ve volbách v roce 2010 svůj mandát neobhájil kvůli tzv. kroužkování. Do sněmovny ale zasedl dodatečně 20. října 2012, kdy nastoupil jako náhradník za Františka Bublana, který byl zvolen senátorem. Stal se členem výboru pro životní prostředí a kontrolního výboru. V předčasných volbách v roce 2013 svůj poslanecký mandát opět neobhájil kvůli tzv. kroužkování. V letech 2011–2013 měl uzavřenou smlouvu se společností ČD Cargo, kterou se vedení společnosti snažilo utajit. Sám Zgarba nedokázal doložit, co za 500 tisíc Kč pro státem ovládanou firmu odvedl za práci.

## Ostatní
Jeho manželka restituovala Lázně Petrkov, které podle informací z roku 2016 nemá v úmyslu opravovat a dosud (2022) jsou v dezolátním stavu. Podle údajů z katastru nemovitostí z roku 2022 vlastní Petr Zgarba zmiňovaný objekt na adrese Lípa – Petrkov čp. 25 z 50 %. Kontroverze vzbudila také Zgarbova snaha privatizovat bývalý státní statek v Okrouhlicích.